# Claës Livin
Claës Livin, död 11 september 1714 i Skänninge, död 23 juli 1778 i Skänninge, var en svensk präst i Skänninge.

## Biografi
Livin föddes 11 september 1714 i Skänninge. Han var son till kontraktsprosten Claudius Livin. Livin blev 1731 student vid Uppsala universitet och 1740 filosofie magister. Han prästvigdes 8 september 1741. 1742 blev han vice pastor i Skänninge. Livin blev 1749 kyrkoherde i Skänninge församling. Han blev prost 1755 och kontraktsprost 23 maj 1777 i Göstrings kontrakt. Livin avled 23 juli 1778 i Skänninge. Han begravdes 21 augusti samma år.
Livin var respondent vid prästmötet 1753.

### Familj
Livin gifte sig 1743 med Kristina Katarina Götherhielm (1718-1789). Hon var dotter till kommendör Johan Alexander Götherhielm och Katarina Maria von Danckwardt. De fick tillsammans barnen Johan Alexander (född 1743), Catharina Helena (född 1745), Märta Christina (född 1746), Claes (1747-1823), Magnus (1749-1790), Anders (1750-1757), Peter Henrik (1751-1808), Kon Ulrika (1753-1758), Elisabet Margareta (1755-1839), Anna Maria 81756-1827), Hedvig Charlotta (1757-1757) och Fredrika Lovisa (1760-1792).